# Carnaval (píseň, Maluma)
„Carnaval“ je píseň kolumbijského zpěvačky Malumy. Píseň pochází z mixtape PB.DB The Mixtape. Byl vydán jako třetí singl mixtape 25. června 2014 společností Sony Music Colombia. Píseň byla komerčně úspěšná napříč zeměmi Latinské Ameriky, dostala se do první desítky žebříčcích v Kolumbii a vyvrcholila 6. příčce žebříčku písní Billboard Mexican Airplay. Později byla zařazena v seznamu skladeb, druhého studiového alba Pretty Boy, Dirty Boy.

## Žebříček
| Hitparáda (2014)                   | Pozice |
| ---------------------------------- | ------ |
| Kolumbie (National-Report)         | 8      |
| Mexiko (Billboard Mexican Airplay) | 6      |
| US Latin Rhythm Airplay            | 20     |